# Michael Howard (vívó)
Michael John Peter Howard (Richmond upon Thames kerület, 1928. december 24. –) olimpiai ezüstérmes angol párbajtőrvívó.